# Les Plus Beaux Villages de Wallonie

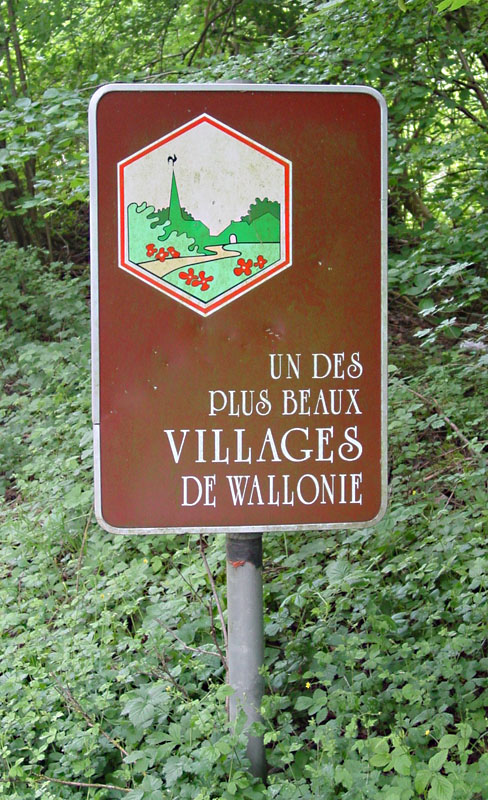
Les Plus Beaux Villages de Wallonie, aanduidingsbord

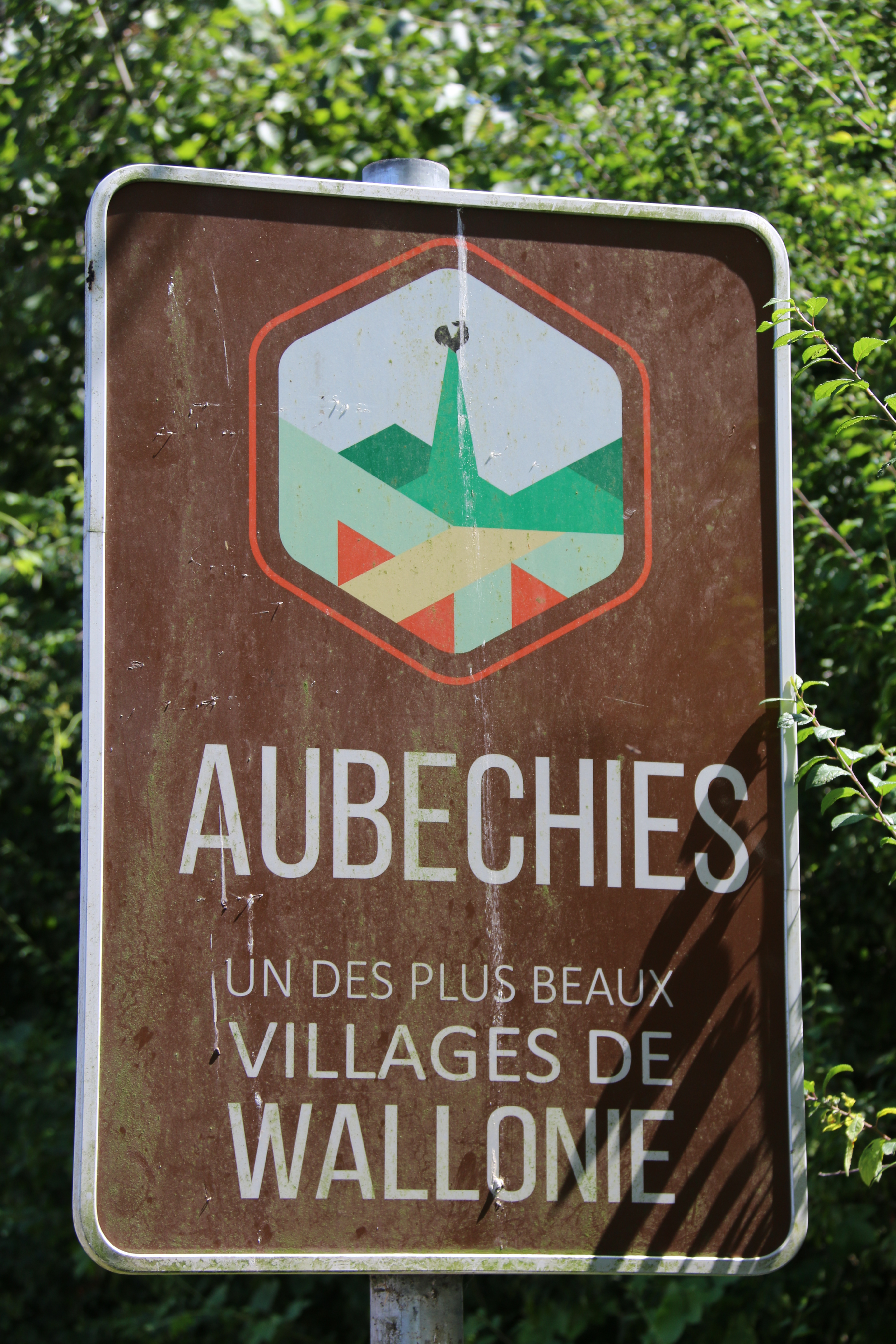

Les Plus Beaux Villages de Wallonie (de mooiste dorpen van Wallonië) is een vereniging opgericht in 1994 naar analogie van de Franse vereniging Les plus beaux villages de France. Oorspronkelijk waren er 12 dorpen opgenomen in de lijst, later werd de lijst uitgebreid tot 30 dorpen die tot de mooiste van Wallonië gerekend worden.
Basisvoorwaarden om opgenomen te worden in deze vereniging zijn:
- het dorp moet een landelijk karakter vertonen
- het dorp moet minstens een beschermd monument bezitten
- het dorp moet een architecturaal en urbanistisch patrimonium van erkende waarde bezitten, bepaald op basis van vastgelegde criteria
- het bestuur en/of verenigingsleven van het dorp moet de wil vertonen door concrete acties het dorpspatrimonium te herwaarderen.

De doelstellingen van de vereniging zijn:
- de authenticiteit van het dorp bewaren
- een beleid van duurzame ontwikkeling uitwerken
- het netwerk van waardevol patrimonium onderling versterken en naar buiten brengen
- de eigenheid van deze typische dorpen bij de overheden verzekeren.

Het GR-pad Grand Tour des Plus Beaux Villages de Wallonie verbindt de mooiste dorpen.

## Lijst van dorpen
- Provincie Waals-Brabant
  - Malen

- Provincie Henegouwen
  - Aubechies
  - Barbençon
  - Lompret
  - Montignies-sur-Roc
  - Ragnies

- Provincie Luik
  - Clermont-sur-Berwinne
  - Deigné (tot 2013)
  - Limburg
  - Olne
  - Soiron

- Provincie Luxemburg
  - Chassepierre
  - Mirwart
  - Nobressart
  - Ny
  - Our
  - Sohier
  - Torgny
  - Wéris

- Provincie Namen
  - Celles
  - Chardeneux
  - Crupet
  - Fagnolle
  - Falaën
  - Gros-Fays
  - Laforêt
  - Mozet
  - Sosoye
  - Soulme
  - Thon-Samson
  - Vierves-sur-Viroin